# Hylaeus luctuosus
Hylaeus luctuosus är en biart som först beskrevs av Raymond Benoist 1944.  Hylaeus luctuosus ingår i släktet citronbin, och familjen korttungebin. Inga underarter finns listade i Catalogue of Life.